# Kai Stratznig
Kai Lukas Stratznig (15 aprile 2002) è un calciatore austriaco, centrocampista del First Vienna.

## Caratteristiche tecniche
È un centrocampista difensivo.

## Carriera
Cresciuto nel settore giovanile del Wolfsberger, esordisce in prima squadra il 10 giugno 2020 in occasione dell'incontro di Bundesliga perso 4-2 contro l'Hartberg. Il 29 ottobre seguente debutta anche nelle competizioni europee, giocando il match della fase a gironi di Europa League vinto 4-1 contro il Feyenoord.

## Statistiche
Statistiche aggiornate al 26 novembre 2020.

### Presenze e reti nei club
| Stagione        | Squadra         | Campionato      | Campionato | Campionato | Coppe nazionali | Coppe nazionali | Coppe nazionali | Coppe continentali | Coppe continentali | Coppe continentali | Altre coppe | Altre coppe | Altre coppe | Totale | Totale | Totale |
| Stagione        | Squadra         | Comp            | Pres       | Reti       | Comp            | Pres            | Reti            | Comp               | Pres               | Reti               | Comp        | Pres        | Reti        | Pres   | Reti   |        |
| --------------- | --------------- | --------------- | ---------- | ---------- | --------------- | --------------- | --------------- | ------------------ | ------------------ | ------------------ | ----------- | ----------- | ----------- | ------ | ------ | ------ |
| 2018-2019       | Wolfsberger II  | RL              | 11         | 0          |                 | -               | -               |                    | -                  | -                  |             | -           | -           | 11     | 0      |        |
| 2019-2020       | Wolfsberger II  | RL              | 17         | 0          |                 | -               | -               |                    | -                  | -                  |             | -           | -           | 17     | 0      |        |
| 2020-2021       | Wolfsberger II  | RL              | 3          | 0          |                 | -               | -               |                    | -                  | -                  |             | -           | -           | 3      | 0      |        |
| 2019-2020       | Wolfsberger     | BL              | 4          | 0          | CA              | 0               | 0               |                    | -                  | -                  |             | -           | -           | 4      | 0      |        |
| 2020-2021       | Wolfsberger     | BL              | 3          | 0          | CA              | 0               | 0               | UEL                | 3                  | 0                  |             | -           | -           | 6      | 0      |        |
| Totale carriera | Totale carriera | Totale carriera | 38         | 0          |                 | 0               | 0               |                    | 3                  | 0                  |             | -           | -           | 41     | 0      |        |